# 黄忠公园
黄忠公园是中华人民共和国四川省成都市金牛区的一个公园，位于茶店子街道（原黄忠街道）同德街6号，于2011年开放。黄忠公园呈东西向长条布置，西至蜀辉路，东至同怡路，北靠金博路，南临摸底河，与金沙滨河公园隔岸相望，占地46亩，分为展示区、休闲运动区、临河景观带三大部分。

## 交通
- 成都地铁27号线黄忠